# Drie-eenheidskerk "in de Bladen"
De Drie-eenheidskerk "in de Bladen" (Russisch: Храм Троицы Живоначальной в Листах) is een Russisch-orthodoxe Kerk in Moskou. Vroeger, in de 17e en 18e eeuw, woonden hier drukkers die er hun houtsnedes maakten en bij de kerk hun drukwerk verkochten. Zo is de toevoeging "in de Bladen" ontstaan.

## Locatie
De kerk is gelegen aan de Oelitsa Sretenka in het Noordoostelijk Okroeg van Moskou.

## Geschiedenis
De kerk werd in de jaren 50 van de 17e eeuw gebouwd in een sloboda voor de boogschutters ter herinnering aan de veldtocht naar Astrachan tegen Stenka Razin. Voor de vangst van Stenka Razin schonk tsaar Alexis 150.000 bakstenen en kerkmeubilair voor de nieuwe kerk. De Russische tsaren bedachten de kerk later regelmatig met grote schenkingen als het boogschuttersregiment succesvolle veldtochten verrichtte of belangrijke opponenten kon inrekenen. Een succesvolle campagne tegen de Turken leverde een nieuwe refter en kapel ter ere van de Moeder Gods op. En toen in 1689 tijdens een brand het dak van de kerk instortte, stelde tsaar Peter geld voor de herbouw van de kerk beschikbaar in ruil voor de vangst van de muiter Fjodor Sjtsjeglovitov. In 1788 werd een nieuwe klokkentoren en omheining gebouwd. De kerk werd in de tweede helft van de 19e eeuw gerenoveerd.

## Sovjet-periode
Na het arresteren van de priester werd de kerk in 1931 gesloten. De koepels werden gesloopt en in 1957 werd eveneens de klokkentoren neergehaald. Eind jaren 70 werd het uiterlijk van de kerk voor de Olympische Zomerspelen weer hersteld.

## Teruggave
Na de val van de Sovjet-Unie keerde het gebouw in 1990 terug naar de Russisch-orthodoxe Kerk. De nieuwe wijding van de kerk vond plaats in 1991. In 2004 werd de toren herbouwd en een nieuwe omheining geplaatst.